# مطار أسمرة الدولي
مطار أسمرة الدولي (إياتا: ASM، إيكاو: HHAS) هو مطار يخدم مدينة أسمرة عاصمة إريتريا، وهو أكبر مطار في دولة إريتريا. وهو أيضا قاعدة جوية للقوات الجوية الإريترية.

## تاريخ
في عام 1922، شيد المطار من قبل الإستعمار الإيطالي في عهد إريتريا الإيطالية.
خلال الحرب العالمية الثانية، تم تدمير المطار من قبل القوات البريطانية، وتم إعادة تحديثه في عام 1950، وافتتح لتقديم رحلات إلى عدة مدن في إثيوبيا. ومع استقلال إريتريا في عام 1990 أصبح المطار بوابتها الدولية الجديدة للإتصال بباقي دول العالم.
في عام 2003، بعد تحديث مدرج المطار، قامت الخطوط الجوية الإريترية بتشغيل رحلات بين أسمرة وكل من فرانكفورت، ميلان، نيروبي، وروما.
في عام 2004، وصل عدد المسافرين بالمطار إلى 526 136 مسافر.

## شركات الطيران
| شركـات طيـران           | الوجهات |
| ----------------------- | --- |
| العربية للطيران         | مطار الشارقة الدولي |
| مصر للطيران             | ميناء القاهرة الجوي |
| الخطوط الجوية الإريترية | مطار أديس أبابا بولي الدولي، مطار عصب الدولي، ميناء القاهرة الجوي، مطار دبي الدولي، مطار الملك عبد العزيز الدولي، مطار الخرطوم الدولي، مطار مالبينسا |
| الخطوط الجوية الإثيوبية | مطار أديس أبابا بولي الدولي |
| فلاي دبي                | مطار دبي الدولي |
| الخطوط الجوية السودانية | مطار الخرطوم الدولي |
| تاركو للطيران           | مطار الخرطوم الدولي |
| الخطوط الجوية التركية   | مطار إسطنبول الدولي |